# Mitra Farahani
Mitra Farahani (in en persa: میترا فراهانی‎, nacida en 1975, Teherán) es una directora de cine y pintora iraní.
Tiene un grado en Artes Gráficas por la Universidad Islámica Azad en Teherán, después del cual se mudó a París.
Fue arrestada el 19 de junio de 2009 por el gobierno iraní, en su llegada a Teherán desde París, y retenida en Prisión de Evin. Se dijo que su arresto estaba vinculado a la campaña de la oposición al régimen iraní después de las elecciones presidenciales y además por hacer enfadar al régimen al haber realizado algunas películas no islámicas fuera de Irán. El gobierno iraní la liberó el 30 de junio de 2009.

## Filmografía
Farahani ha dirigido varias películas incluyendo;
- Juste une femme (en Inglés: Just a Woman) (2002), una película sobre el reciente cambio de género de Morvarid en Irán.[5]
- Tabous - Zohre & Manouchehr (2004)
- Behjat Sadr: Time Suspended (2006)
- Fifi az Khoshhali Zooze Mikeshad (en Inglés: Fifi Howls from Happiness) (2012), un documental sobre el pintor, escultor y director de teatro iraní, Bahman Mohasses.[5]

Farahani ha trabajado como directora de fotografía para los siguientes filmes;
- Ziarat (Inglés: Pilgrimage)(2005)
- Fifi az Khoshhali Zooze Mikeshad (en Inglés: Fifi Howls from Happiness) (2012)

## Premios
Just a Woman ganó el Teddy Award en 2002.
En 2014 fue elegida como miembro del jurado para el 64.º Festival Internacional de Cine de Berlín.